# E10 (carburant)
Pour les articles homonymes, voir E10.
L'E10, anciennement SP95-E10, est un type de carburant distribué dans l'Union européenne. C'est un mélange léger d'essence et d'environ 10 % d'agroéthanol. Il est distribué en France depuis le 1er avril 2009.
En Belgique, l'E10 est disponible dans les stations-services depuis le 1er janvier 2017.

## Description

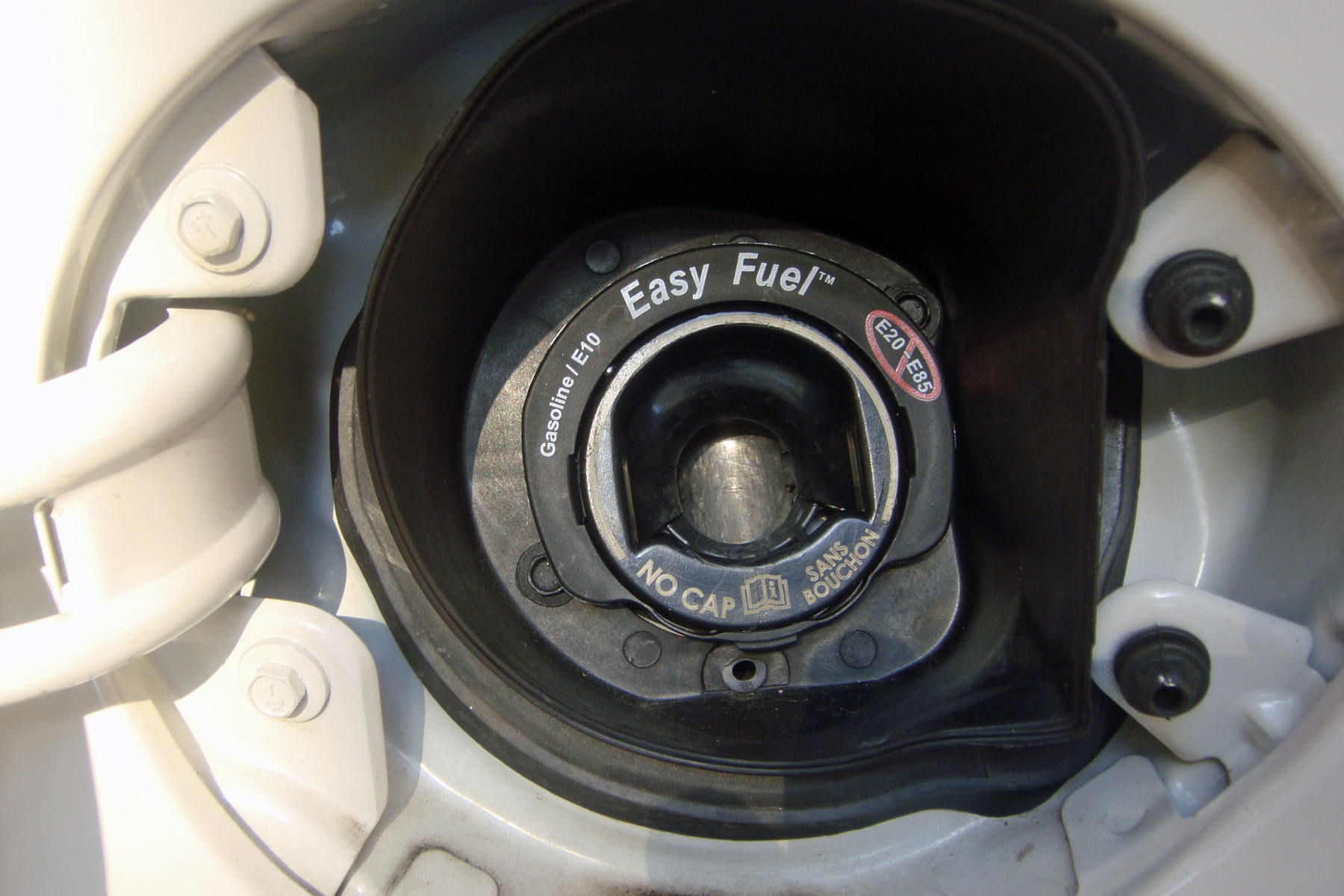
Avertissement habituellement placé sur l'entrée du réservoir d'essence des véhicules des États-Unis en rapport à la capacité d'utilisation de carburant jusqu'à l'E10 et avertissement contre l'utilisation de l'E20 à l'E85.

L'essence-éthanol E10 est commercialisée dans tous les États de l'Union européenne depuis le 1er janvier 2011, alors qu’auparavant elle n'était commercialisée que dans certains d'entre eux, comme la France, depuis 2009.
Il remplace le « SP95 » traditionnel (SP pour "sans plomb" et 95 pour l'indice d'octane) pour tous les véhicules fabriqués à cet effet. Ce carburant a été introduit dans le but de réduire les émissions de dioxyde de carbone (CO₂).
La quantité d'éthanol est comprise entre 9 et 10 % du volume.
Mélange de 90 % d'essence contenant 34 MJ/l et 10 % d'éthanol qui en contient 23,4, sa densité volumique d’énergie est d'environ 32,9 MJ par litre, soit 3 % de moins que l'essence ; par unité d'énergie vendue au litre il est donc 3 % plus coûteux.
L'E10 bénéficie d'avantages fiscaux par rapport à l'E5 : une TGAP plus faible et, depuis le 1er janvier 2016, un allègement de deux centimes d'euro de TICPE. Cumulés, ces deux avantages aboutissent à un prix à la pompe inférieur d'environ cinq centimes, contrebalançant à peu près son moindre contenu en énergie.
Selon le règlement (UE) 582/2011 de la commission du 25 mai 2011, l'essence E10 dispose d'un indice d'octane RON entre 95 et 97 % et MON entre 84 et 86 %, montre une masse volumique entre 743 et 756 kg/m3. La quantité d'éthanol est comprise entre 9,5 et 10 % du volume.
Selon le règlement UE 136/2014 de la commission du 11 février 2014, l'essence E10 dispose d'un indice d'octane RON entre 95 et 98 % et MON entre 85 et 89 %, montre une masse volumique entre 743 et 756 kg/m3.
Parmi les différents polluants contenus dans l'E10, le benzène est limité à 1 % du volume, le soufre à 10 mg/kg et le plomb à 5 mg/L.

## Véhicules compatibles
En France, la plupart des véhicules à essence mis en circulation après 2000 sont compatibles avec l'E10, mais pour plus de sécurité il vaut mieux consulter la liste officielle des véhicules compatibles, qui a été diffusée le 4 octobre 2010 au Journal officiel du 16 octobre 2010. Cette liste a été mise à jour le 4 octobre 2012, étendant la liste des véhicules compatibles. Si la compatibilité est valable pour de nombreux véhicules, l'utilisation est néanmoins déconseillée pour les véhicules construits avant 2009[réf. nécessaire] car les bougies utilisées sont chaudes alors que le carburant E10 nécessite des « bougies froides » et il peut en résulter des problèmes avec les injecteurs[pourquoi ?].

## Usages
L'E10 présente l'intérêt théorique de contenir 10 % d'énergie classée comme renouvelable. Voir le chapitre Controverses.

### En France
L'E10 représentait 47 % de part de marché des carburants de type essence au premier trimestre 2018 et était distribué dans plus de 5 222 stations. En septembre 2018, sa part de marché atteint 42,7 % contre 32,3 % pour le SP-95.

### En Allemagne
L'E10 est distribué dans 14 400 stations en février 2016. Il représente 14 % de part de marché des carburants de type essence.

## Controverses
- L'éthanol contient 33% moins d'énergie par unité de volume que l'essence, ce qui, pour un mélange à 10%, implique une surconsommation de l’ordre de 3% de E10 par rapport au SP95[12].
- Certains constructeurs (tels que PSA) ont affiché leur soutien à ce carburant[13].

## Sourçage en éthanol
En 2012, 520 ML de bioéthanol sont produits aux États-Unis, 220 ML au Brésil et 49 ML dans l'Union européenne.
Différents processus de fabrication peuvent être utilisés pour fabriquer de l'éthanol.
Le Mexique envisage de produire du bioéthanol à partir de l'agave.
La France peut fabriquer du bioéthanol à partir de betterave sucrière mais le procédé peut également fabriquer avec d'autres composants sucrés comme le blé ou le maïs. En Europe, la France produit 32 % de l'éthanol soit deux fois plus que l’Allemagne, mais seuls deux tiers de cet éthanol sont utilisés comme carburant. La France exporte 30 % de son éthanol carburant par exemple vers l'Allemagne.
En France, le bioéthanol est produit à partir de betterave, blé fourrager, maïs, résidus viniques et autres résidus qui sont transformés en alcool par des plateformes industrielles, des bioraffineries, dont des sucreries et des amidonneries.
En Australie, l'agave peut produire un rendement en bioéthanol de 7 414 L/ha et par an, moins que les 9 900 L/ha et par an de la canne à sucre, mais avec une moindre ressource en eau.
D'autre pays sont capables de fabriquer de l'alcool à partir du sucre du raisin, mais 17 g de sucre par litre de raisin ne produisent que 1 % d'alcool.

### Recherches
En 2012, une équipe des laboratoires d'Exxon découvre que les plantations d'agaves, plantes notamment utilisées dans la tequila et en complément du rhum, sont viables économiquement à exploiter, car elles contiennent de l’éthanol, composant annexe des carburants SP95.